# Truncatoflabellum irregulare
Espèce
Statut CITES
Truncatoflabellum irregulare est une espèce de coraux de la famille des Flabellidae.

## Publication originale
- (de) C. Semper, « Uber Generationswechsel bei Steinkorallen und über das M.-Edwards'sche Wachstumgesetz der Polypen », Zeitschrift für wissenschaftliche Zoologie, vol. 22,‎ 1872, p. 235-280 (ISSN 0044-3778, OCLC 50371254, lire en ligne).